# 真里谷信政
真里谷 信政（まりやつ のぶまさ、？－天文21年11月4日（1552年11月19日））は、戦国時代の武将。房総半島を拠点とする真里谷武田家の一族。真里谷信隆の子。上総国造海城、椎津城城主。子に真里谷信光、上杉義勝（宮原義勝）室がいる（宮原義照、義久の母）。

## 生涯
真里谷信隆の子として生まれる。

### 父の家督争い
父の真里谷信隆が叔父の真里谷信応と家督を争い相模の後北条氏と結んで蜂起したときは、造海城を任され峰上城に拠った父を支援した。小弓公方足利義明の介入により劣勢になった信隆が峰上城を放棄し造海城に逃れてきたが、里見義堯が攻め寄せてきたため、百首の和歌を詠むことを条件に開城に応じ、後北条氏を頼って武蔵国に逃れたという。このとき、真里谷信政は父と行動をともにしたと思われる。

### 第一次国府台合戦
天文7年（1538年）、第一次国府台合戦により北条氏綱に敗れた義明が戦死すると、信応の勢力も弱まり、父の信隆は上総に復権を果たし、椎津城に拠った。まもなく、真里谷一族の内紛は再発し、後北条氏と里見氏が支援を名目に上総に介入するようになり、真里谷武田家は勢力を弱めていった。

### 真里谷武田家の没落
天文20年(1551年)、父の真里谷信隆が死去する。1552年、後北条氏の北条氏康は里見氏に対抗するため信政と万喜城の土岐氏を味方にしようと画策したが、里見氏の里見義堯はこれに反発し、正木時茂に命じて信政を攻撃、土岐氏も里見氏に呼応した。信政は叔父の真里谷信応の支援を得たものの敗れ、椎津城内で自刃。3日後には叔父・真里谷信応も討たれたという。これにより、真里谷武田家は没落をした。